# Theretra molops
Theretra molops là một loài bướm đêm thuộc họ Sphingidae. Nó được tìm thấy ở Papua New Guinea.
Nó giống giữa Theretra clotho celata và Theretra queenslandi.